# Замок Данган-Саммерхілл

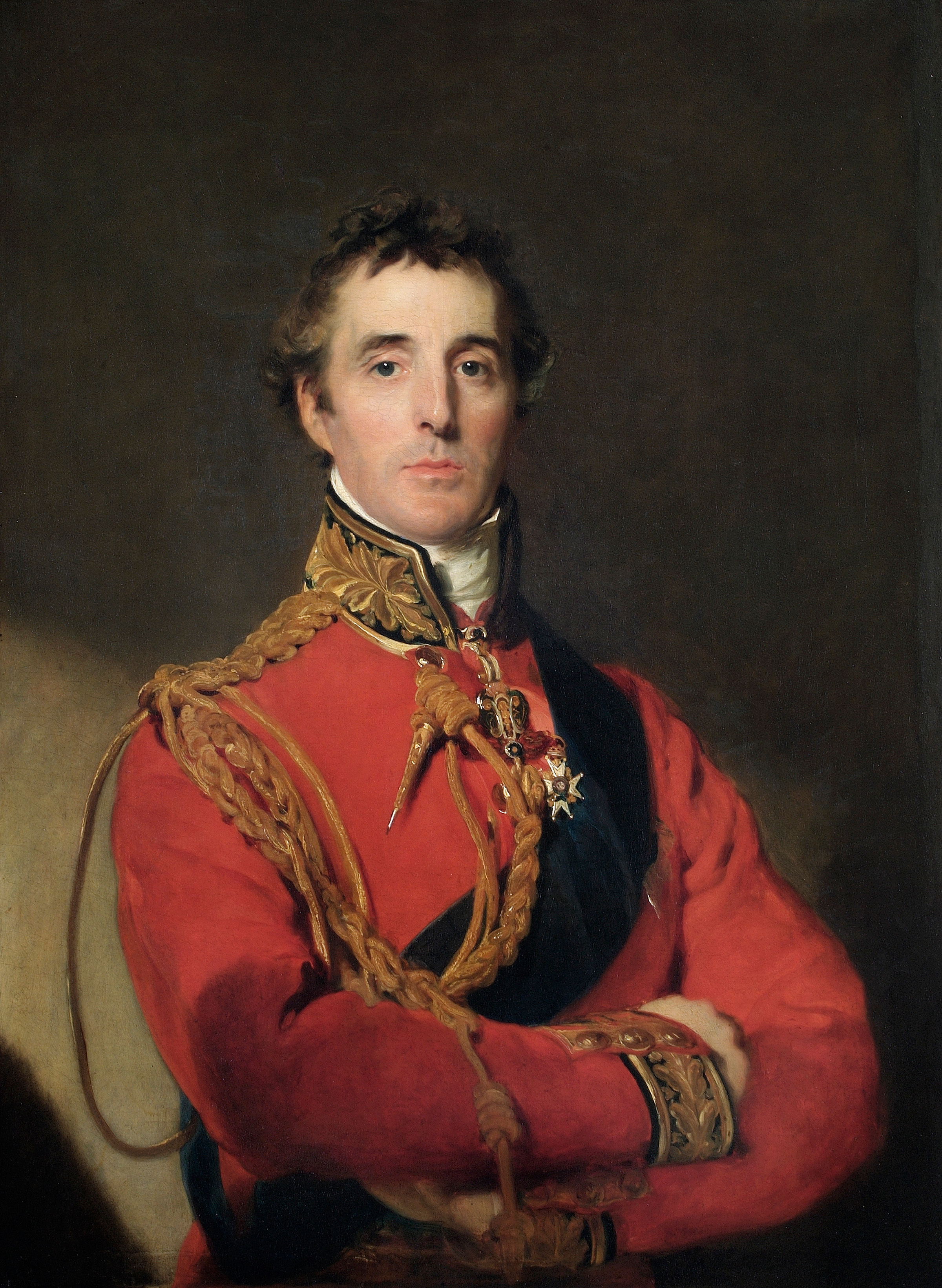
Артур Веллеслі — герцог Веллінгтон.

Замок Данган-Саммерхілл (англ. Dangan Castle, ірл. Caisleán Daingean) — замок Данган, замок Саммерхілл, замок Даньген — один із замків Ірландії, розташований в графстві Міт, біля дороги Трім-роуд, біля церкви Данган, недалеко від селища Саммерхілл. Нині замок лежить в руїнах. Колись це була велична споруда, резиденція аристократичної родини Веллеслі. У цьому замку пройшло дитинство фельдмаршала і І герцога Веллінгтона. 

## Історія замку Данган-Саммерхілл

### Лорди Веллеслі
Лорди Веллеслі чи Велслі, Веслі поселились на цій землі після англо-норманського завоювання Ірландії у 1171 році. Від давнього замку Данган збереглися руїни однієї середньовічної вежі. Біля 1700 року був збудований більш сучасний замок Данган. Його збудував Річард Коллі, зруйнувавши стрий замок. Річард Коллі успадкував маєток від лорда Джеральда Веслі, що не мав дітей при тій умові, що Річард змінить своє прізвище. Так він став високоповажним Річардом Веслі – І бароном Морнінгтон. Він витратив чималі гроші на підтримку садів площею понад 600 ірландських акрів. Його маєток включав озеро, він мав крім землі кілька островів та кілька кораблів. Детально його статки описав Мері Делані. 
Річард передав свої статки сину – Гаррету Веслі – І графу Морнінгтон. Син Гаррета Веслі – Артур Веслі – майбутній герцог Веллінгтон провів більшу частину дитинства в цьому замку та в його садах. Потім маєток успадкував старший брат Артура – Річард Велслі, що отримав титул І маркіза Велслі. У 1781 році він продав його Томасу Берроусу, що був акціонером Ост-Індійської компанії. 

### Лорди О’Коннор
У 1800 році замок придбав Роджер О’Коннор – борець за свободу Ірландії. Він мріяв, що цей замок стане резиденцією Наполеона Бонапарта після того, як він розгромить Британію і Ірландія стане незалежною республікою. Але в 1809 році сталася пожежа і замок згорів. Страхова компанія запідозрила шахрайство і зумисний підпал і відмовилась виплачувати йому страховку. Але син О’Коннора – Франциско Бердетт О’Коннор написав у своїх спогадах 60 років по тому, що він будучи дитиною розважався в домі виплавляючи свинець для куль і випадково спричинив пожежу, але приховав це, бо боявся, що його покарають. 
У 1817 році Роджера О’Коннора звинуватили у змові з метою пограбування поштової карети, що перевозила гроші. Під час пограбування охоронець був вбитий. Суд був гучний і сенсаційний – суд виправдав Роджера О’Коннора. Але після суду Роджер О’Коннор не мав фінансів на ремонт замку і закинув його. Замок поступово перетворювався на повну руїну. У 1841 році часопис «Пенні Джорнал» писав, що «від замку нічого не лишилося крім стін, а колись це були розкішні палати, оточені квітучими садами...» і потім додав, що замок був «притулком грабіжників та злодійським кублом». 
У вересні 2013 року руїни замку та земля навколо нього були виставлені на продаж. 